# Stephan Ackermann
Stephan Ackermann (Mayen, 1963. március 20. –), német katolikus pap, 2009. óta a Trieri egyházmegye püspöke.

## Élete
Georg Moser püspök 1987. október 10-én szentelte pappá. A Trieri egyházmegyébe került. Az egyházmegyei szeminárium rektorhelyettese és a Burg Lantershofen-i Felnőtt Diákok Szemináriumának igazgatója volt.

## Püspöki pályafutása
2006. március 14-én kinevezték a Trieri egyházmegye segédpüspökévé, a haemimontói Sozopolis címzetes püspökévé. Trier akkori püspöke, Reinhard Marx szentelte püspökké. XVI. Benedek pápa 2009. április 8-án kinevezte a trieri egyházmegye püspökévé. 

## Fordítás
- Ez a szócikk részben vagy egészben  a   Stephan Ackermann című lengyel Wikipédia-szócikk ezen változatának fordításán alapul.  Az eredeti cikk szerkesztőit annak laptörténete sorolja fel. Ez a jelzés csupán a megfogalmazás eredetét és a szerzői jogokat jelzi, nem szolgál a cikkben szereplő információk forrásmegjelöléseként.